# Múzquiz
Múzquiz és un dels trenta-vuit municipis de Coahuila de Zaragoza, al nord-est de Mèxic. El cap de municipi és Santa Rosa de Múzquiz. El municipi té una extensió de 8.128,9 km² i l'any 2005 tenia 62.710 habitants; d'aquests, 242 parlaven llengües indígenes, principalment kickapoo (als anys 90 hi vivien prop de 500 kickapoos) i nàhuatl. El nom del municipi prové de Melchor Múzquiz, president de la república l'any 1832 i nat a Santa Rosa l'any 1790. A part del cap de municipi, un altre entitat de població de certa rellevància és el poble miner de Palaú, amb 16.000 habitants i que es troba a prop d'unes mines de carbó.